# ریتا نوادیک
ریتا نوادیک (انگلیسی: Rita Nwadike؛ زادهٔ ۳ نوامبر ۱۹۷۴) بازیکن فوتبال اهل نیجریه است.
وی همچنین در تیم ملی فوتبال زنان نیجریه بازی کرده‌است.